# Anopheles mirans
Anopheles mirans is een muggensoort uit de familie van de steekmuggen (Culicidae). De wetenschappelijke naam van de soort is voor het eerst geldig gepubliceerd in 2005 door Sallum & Peyton.